# Renato e Seus Blue Caps
Renato e Seus Blue Caps est un groupe brésilien de rock, originaire de Rio de Janeiro. Le groupe est formé en 1959 et devient célèbre pour ses reprises de chansons internationales. Il s'agit du plus ancien groupe en activité au monde, selon ses membres. Ils connaissent le succès en participant à l'émission Jovem Guarda, à des concerts, à des fêtes et à des soirées dansantes.
En 2023, le groupe est toujours en activité avec Cid Chaves (chant), Darci Velasco (clavier), Bruno Sanson (contrebasse), Chi Lenno (guitare) et Fabrício Motta (batterie).

## Histoire
Groupe conçu et créé par Renato Barros en 1959, initialement composé des trois frères de la famille Vieira de Barros de Rio de Janeiro, Renato Barros, Ed Wilson et Paulo César Barros, jeunes habitants du quartier de Piedade à Rio de Janeiro ; Euclides de Paula (futur guitariste principal et arrangeur du groupe instrumental The Pop's) et Gelson Moraes, sous le nom de « Bacaninhas do Rock da Piedade ». Ils participent pour la première fois au concours Hoje é Dia de Rock sur la station de radio Mayrink Veiga. Ce premier nom est censuré et ils s'inspirent d'un groupe américain de rock 'n' roll et rockabilly, Gene Vincent and His Blue Caps,. Ils changent de nom pour Renato e Seus Blue Caps, suggéré par Jair de Taumaturgo.
Le groupe se produit sur des stations de radio et dans des émissions de télévision, telles que Brotos No Treze, sur TV Rio, et Os Brotos Comandam, sur TV Continental, toutes deux présentées par Carlos Imperial,,. Il commence à se faire connaître en 1962, année où il enregistre son premier album studio. En 1963, Ed Wilson quitte le groupe et entame une carrière solo, remplacé par Erasmo Carlos, qui joue un bref rôle dans le groupe. Le groupe connaîtra plusieurs autres changements de line-up. Engagé en 1964 par CBS, le label qui concentre la plupart des idoles de Jovem Guarda, le groupe est chargé par la compagnie de jouer sur les disques de stars telles que Wanderléa, Jerry Adriani et Roberto Carlos. Leur premier album, Viva Wilson, sort en 1963. Leur premier album, intitulé Viva a juventude ! sort en 1965 et présente Negro gato (Getúlio Cortes), une composition qui sera popularisée par Roberto Carlos dans un enregistrement de 1966, dans un répertoire qui comprend notamment Menina Linda, la reprise portugaise de Renato Barros de I Should Have Known Better (John Lennon et Paul McCartney, 1964), une chanson des Beatles.
Après le succès de Menina Linda, les albums suivants ont connu un grand succès : Isto é Renato e seus Blue Caps (sorti en 1965), Um embalo com Renato e seus Blue Caps (1966), Renato e seus Blue Caps (1967) et Renato e seus Blue Caps (1968). Ils sont surtout connus pour leurs reprises de chansons en anglais (surtout britanniques), comme Não Te Esquecerei, une reprise de California Dreamin' des The Mamas and the Papas et Até o Fim, une reprise de You Won't See Me des Beatles. En 1966, ils apparaissent dans le film Rio, Verão e Amor. Avec la fin de la Jovem Guarda, le groupe enregistre régulièrement des albums jusqu'à la fin des années 1970. Après cela, les albums se font rares, mais pas les concerts, qui sont donnés dans tout le Brésil.
Le 28 juillet 2020, le chanteur, guitariste et leader du groupe, Renato Barros, décède à l'âge de 76 ans,, Après le décès du leader, le guitariste Chi Lenno rejoint le groupe. Au décès de Gelsinho Moraes le 28 janvier 2022, le batteur Fabrício Motta rejoint le groupe à sa place.

## Discographie

### Albums studio
- 1962 : Twist (Copacabana)[12]
- 1963 : Renato e Seus Blue Caps (SOM)
- 1964 : Viva a Juventude! (CBS)
- 1965 : Isto é Renato e Seus Blue Caps (CBS)
- 1966 : Um Embalo com Renato e Seus Blue Caps (CBS)
- 1967 : Renato e Seus Blue Caps (CBS)
- 1968 : Especial (CBS)
- 1969 : Renato e Seus Blue Caps (CBS ; réédité entre 1970 et 1974, puis en 1977, 1981 et 1996)
- 1976 : 10 Anos de Renato e Seus Blue Caps (CBS)
- 1977 : Renato e Seus Blue Caps (CBS)
- 1979 : Suco de Laranja (CBS)
- 1981 : Renato e Seus Blue Caps (CBS)
- 1983 : Pra Sempre (RCA)
- 1987 : Batom Vermelho (Continental)
- 2001 : Renato e Seus Blue Caps - Ao Vivo (WEA) (album live)

### Compilations
- 1978 : Os Grandes Sucessos de Renato e Seus Blue Caps
- 2005 : 20 Super Sucessos

## Filmographie
- 1966 : Na Onda do Iê Iê Iê
- 1966 : Rio, Verão e Amor
- 2001 : CD Renato e Seus Blue Caps - Ao Vivo!
- 2002 : Documentário: Renato e Seus Blue Caps - Uma História de Sucesso
- 2006 : Árido Movie